# Uczelnia Jana Wyżykowskiego
Uczelnia Jana Wyżykowskiego (UJW) – polska niepubliczna szkoła wyższa z siedzibą w Polkowicach i filią w Lubinie na Dolnym Śląsku. Do 31 grudnia 2015 r. Dolnośląska Wyższa Szkoła Przedsiębiorczości i Techniki (DWSPiT).
Uczelnia powstała 8 stycznia 2002 roku na mocy decyzji Ministra Edukacji Narodowej i Sportu i została wpisana do rejestru niepaństwowych uczelni zawodowych pod numerem 91, prowadzonym przez to ministerstwo (obecnie wpisana pod numerem 231 do Ewidencji Uczelni Niepublicznych prowadzonej przez Ministra Nauki i Szkolnictwa Wyższego). Utworzenie polkowickiej szkoły wyższej związane było z działaniem lokalnych władz, które chciały zapewnić kształcenie na poziomie studiów wyższych w kierunkach ekonomicznych i technicznych dla miejscowej młodzieży, która nie miała możliwości podjąć edukacji w większych ośrodkach miejskich.
W skład Uczelni Jana Wyżykowskiego wchodzą trzy wydziały. Uczelnia kształci kilka tysięcy studentów na studiach I i II stopnia oraz na studiach podyplomowych. Oferuje 10 kierunków kształcenia, po których ukończeniu absolwenci mogą uzyskać tytuł zawodowy licencjata, inżyniera lub magistra.

## Historia
Dolnośląska Wyższa Szkoła Przedsiębiorczości i Techniki powstała dzięki współpracy gminy i powiatu polkowickiego. Z kolei jej założycielem była spółka „ZamPol”, której jedynymi akcjonariuszami są właśnie te dwie jednostki samorządowe Dolnego Śląska. Wystąpiły one do Ministerstwa Edukacji Narodowej i Sportu z wnioskiem o powołanie do życia uczelni w Polkowicach, zgodę otrzymały 30 sierpnia 2001 roku.
Uczelnia zainaugurowała swoją działalność 1 października 2002 roku na dwóch kierunkach: informatyka i stosunki międzynarodowe. Pierwszym rektorem DWSPiT w Polkowicach został prof. zw. dr hab. Wacław Kasprzak, który pełnił tę funkcję do 2006 roku. Była szkołą jednowydziałową. W wyniku dynamicznego rozwoju szkoły i powiększającej się liczby studentów w 2004 roku utworzono dwa wydziały: Wydział Informatyki prowadzący studia na kierunku informatyka oraz Wydział Nauk Społecznych prowadzący studia na kierunku stosunki międzynarodowe. W tym samym roku szkoła wyższa przeniosła się do nowoczesnego obiektu, położonego na terenie największego kompleksu edukacyjnego w Polkowicach, przy ulicy Skalników 6b. 30 września 2005 roku miało miejsce wręczenie dyplomów ukończenia studiów pierwszym absolwentom stosunków międzynarodowych.
9 listopada 2006 roku miała miejsce inauguracja Polkowickiego Uniwersytetu Trzeciego Wieku. W październiku 2008 roku uruchomiono na uczelni dwusemestralne studia podyplomowe – polityka lokalna i międzynarodowa samorządu terytorialnego, a także miało miejsce wręczenie insygniów władzy rektorskiej władzom uczelni, które ufundowały władze samorządowe. W tym samym roku uruchomiono nowy kierunek studiów – mechatronikę. Uchwałą Senatu DWSPIT nr 5/1015 z dnia 30 marca 2015 roku wprowadzono w Uczelni Wewnętrzny System Zapewnienia Jakości Kształcenia.
W 2016 DWSPiT połączyła się z Uczelnią Zawodową Zagłębia Miedziowego w Lubinie, w wyniku czego powstała Uczelnia Jana Wyżykowskiego z siedzibą główną w Polkowicach i filią w Lubinie.

## Kadra
Grupa pracowników naukowo-dydaktycznych wynosi 48. Są zatrudnieni w uczelni na stanowiskach:
- profesora – 1,
- profesora uczelni – 12,
- adiunkta – 28,
- wykładowcy – 4,
- lektora – 3.

Pod względem stopni naukowych na uczelni wykłada i współpracuje z uczelnią na podstawie umów o pracę oraz umów cywilnoprawnych:
- 1 profesor,
- 15 doktorów habilitowanych,
- 25 doktorów oraz 33 magistrów.

## Wydziały i kierunki kształcenia
Uczelnia Jana Wyżykowskiego oferuje studia pierwszego stopnia: licencjackie (3-letnie), inżynierskie (3,5-letnie) i magisterskie uzupełniające (2 lata) oraz jednolite na następujących kierunkach:
- Wydział Nauk Społecznych i Technicznych w Polkowicach[6]
  - Administracja (licencjackie)
  - Pedagogika (licencjackie)
  - Informatyka (inżynierskie)
  - Logistyka (inżynierskie)
  - Mechatronika (inżynierskie)
  - Zarządzanie (licencjackie, magisterskie)
  - Górnictwo i Geologia (inżynierskie, magisterskie)
  - Zarządzanie i Inżynieria produkcji (inżynierskie)
  - Psychologia (magisterskie).

## Rektorzy
1. 2002-2006: prof. dr hab. Wacław Kasprzak – mechanik (analiza wymiarowa, dynamika procesów)
2. 2006-2010: dr Bronisław Henryk Bladocha – politolog (systemy polityczne)
3. 2010-2016: prof. dr hab. Marian Stanisław Wolański – politolog (polityka zagraniczna RP)
4. 2016-2019: dr Włodzimierz Olszewski
5. 2019-2024: dr Tadeusz Kierzyk, prof. UJW
6. od 2024: dr Dariusz Zając, prof. UJW[7]

## Jednostki ogólnouczelniane i międzywydziałowe
- Biuro Karier
- Dziecięca Akademia Języka Angielskiego – projekt zakończony
- Uniwersytet dziecięcy UJW
- Polkowicki Uniwersytet Trzeciego Wieku

### Biblioteka
Do dyspozycji społeczności akademickiej Uczelni Jana Wyżykowskiego jest blisko 30 tys. woluminów. Księgozbiór tworzą pozycje z zakresu m.in. informatyki, polityki, prawa, statystyki, socjologii, górnictwa, geologii, zarządzania, pedagogiki, psychologii, informacji masowej oraz historii zgromadzone w wersji tradycyjnej oraz cyfrowej. Jest on stale uzupełniany i aktualizowany zgodnie z zapotrzebowaniem czytelniczym. Studenci oraz kadra naukowo-dydaktyczna mogą również korzystać z kilkudziesięciu tytułów czasopism.

### Wydawnictwo
Uczelnia Jana Wyżykowskiego publikuje w ramach serii wydawniczych. Nakładem Wydawnictwa ukazują się dwa czasopisma: „Zeszyty Naukowe UJW. Studia z Nauk Społecznych”, „Społeczności Lokalne. Studia Interdyscyplinarne” oraz „Zeszyty Naukowe UJW. Studia z Nauk Technicznych”. Są one punktowane przez Ministerstwo Nauki i Szkolnictwa Wyższego.

## Współpraca międzynarodowa i międzyuczelniana
Główną ideą przyświecającą powołaniu Uczelni było i jest kształcenie kadr dla potrzeb lokalnego przemysłu oraz instytucji publicznych, działających na terenie subregionu polkowickiego (założycielami szkoły są jednostki samorządu terytorialnego). Jednakże szeroko rozumiana współpraca ma charakter ogólnopolski, a także międzynarodowy.
Oprócz nawiązania ścisłych kontaktów z miejscowym przemysłem i samorządami rozpoczęto również współpracę ze szkołami wyższymi z kraju:
- Uniwersytetem Zielonogórskim
- Politechniką Wrocławską, a w szczególności z jej Centrum Kształcenia Ustawicznego
- Politechniką Poznańską
- Dolnośląską Szkołą Wyższą we Wrocławiu
- Gnieźnieńską Szkołą Wyższą Milenium
- Łużycką Wyższą Szkołą Humanistyczną w Żarach
- Państwową Wyższą Szkołą Zawodową w Głogowie

i z zagranicy:
- Rosyjsko-Ormiański (Słowiański) Uniwersytet w Erywaniu – współpraca zakończona w 2022 r.
- Uniwersytet Lwowski im. Iwana Franki
- Międzynarodowy Uniwersytet Przyrody, Społeczeństwa i Człowieka „Dubna”
- Państwowy Rosyjski Uniwersytet Handlowo-Ekonomiczny – współpraca zakończona w 2022 r.
- Rosyjska Międzynarodowa Akademia Turystyki, fila w Dmitrowie – współpraca zakończona w 2022 r.

Poza tym studenci Uczelni Jana Wyżykowskiego mogą uczestniczyć w programie wymiany studenckiej Erasmus+ do następujących państw i uczelni
- Cypr – Uniwersytet w Nikozji
- Rumunia – Universitatea din Pitești
- Turcja – Uniwersytet w Izmirze – współpraca zakończona
- Czechy – Uniwersytet Zachodnioczeski w Pilźnie
- Węgry – Uniwersytet w Debreczynie
- Bułgaria – Uniwersytet Ekonomiczny w Warnie
- Portugalia – Politechnika w Portalegre